# Qatar Telecom German Open 2007
Il Qatar Telecom German Open 2007 è stato un torneo di tennis giocato sulla terra rossa.
È stata la 95ª edizione del German Open, che fa parte della categoria Tier I nell'ambito del WTA Tour 2007.
Si è giocato al Rot-Weiss Tennis Club di Berlino in Germania dal 5 al 13 maggio 2007.
Il montepremi ammontava a 1.300.000 dollari.

## Campionesse

### Singolare
Ana Ivanović ha battuto in finale  Svetlana Kuznecova con il punteggio di 3–6, 6–4, 7–6(4).

### Doppio
Lisa Raymond /  Samantha Stosur hanno battuto in finale  Tathiana Garbin /  Roberta Vinci con il punteggio di 6–3, 6–4.